# Русский педагогический вестник
Русский педагогический вестник — ежемесячный журнал, выходивший в Санкт-Петербурге в 1857—1861 годах.
В 1860—1861 годах журнал выходил с подзаголовком: «Журнал для воспитателей и родителей». В 1861 году выходил в виде приложения к журналу «Библиотека для детского чтения».
Издателями-редакторами журнала были:
- Т. 1 и 2 (1857): Н. А. Вышнеградский;
- Т. 3 (1858): Н. А. Вышнеградский и П. С. Гурьев;
- Т. 4 (1858) — Т. 8 (1859) П. С. Гурьев;
- 1860—1861: А. И. Григорович.

Журнал утверждал, что особенности русского национального характера, которые определяют цели воспитания, — это «преданность вере отцов», «горячая любовь к своему государю» и т. д. Большое внимание журнал уделял разработке вопроса о женском образовании, защите идеи открытых и общедоступных женских учебных заведений. Причиной упадка нравственности журнал называл падение «истинной религиозности» среди образованной части общества, что стало причиной неизменно отрицательного отношения к нему со стороны либерально-демократической печати.
В журнале помещался обширный информационный материал по западноевропейской, преимущественно немецкой, педагогике.
Кроме того, с мая 1860 года в журнале появился «особый отдел для рассмотрения книг, годных для народного образования» в виде Библиографического указателя, где указывались «книги, годные для употребления в воскресных школах и по цене более или менее доступные большинству». Однако, на самом деле, дешевых народных книг в списках было мало — преобладали дорогие книги и учебники.